# 新北市樹林體育園區
新北市政府體育處樹林場區，舊稱樹林體育場，是台灣新北市的一個體育休閒場地，位於樹林區與板橋區交界處，全場區面積為8.26公頃。整個場區有如一個大型運動公園，主要的設施有籃球、網球、攀岩、自行車道、極限運動、滑板場及公園，並可從事直排輪、土風舞、槌球等運動。
樹林場區雖然曾經稱為「體育場」，但與一般體育場不同的是沒有田徑場地。

## 歷史
1998年5月，臺灣省省長宋楚瑜視察「臺北防洪三期樹林堤防新生地開發計畫」計畫範圍，臺北縣縣長蘇貞昌陳請臺灣省政府出資闢建「臺灣省省民公園」、再交由臺北縣政府使用。
1999年9月，為承辦第二屆全國地方議會議長盃網球賽，臺北縣政府在臺灣省省民公園北部興建樹林體三網球場。2000年3月，訂定《臺北縣立體育場代管省民公園管理要點》，解決臺灣省精省之後的場地歸屬問題。同年4月，臺北縣政府訂定《臺北縣立體育場組織準則》及《臺北縣立各體育場編制表》，成立 「臺北縣立樹林體育場」，全場區面積8.26公頃，為當時臺北縣第三個縣立體育場。2001年2月，樹林體育場全體員工由臺北縣立板橋體育場進駐樹林體育場正式辦公。
配合2010年底臺北縣昇格為新北市，臺北縣立樹林體育場改制為「新北市政府體育處樹林場區」。2013年1月，位於場區東部的原「板橋市立體育館」納入新北市政府體育處樹林場區統籌管理，並更名為「板樹體育館」，成立新北市樹林體育園區。

## 設施
- 板樹體育館：
  - 二樓：籃球綜合場地、更衣室、第二會議室
  - 一樓：跆拳教室、技擊教室、更衣室、第一會議室
  - 地下室：籃、羽、網球綜合教室、桌球教室、韻律教室（2間）、直排輪教室
- 圓形活動廣場: 1,830平方公尺，適合腳踏車、碰碰車、直排輪。
- 紅土網球場：6,342平方公尺（8面場地）。
- 木球暨槌球場與陽光草坪：6,230平方公尺。
- 極限運動場：10,000平方公尺，適合極限運動、攀岩、滑板。
- 樹林籃球場: 840平方公尺（2面室外場地）。
- 環場簡易三合一車道: 2,090平方公尺，適合自行車、直排輪、滑板。
- 兒童攀岩區: 210平方公尺。
- 兒童遊戲沙坑暨親子戲水區: 1,920平方公尺。
- 土風舞廣場: 1,450平方公尺。

## 外部連結
- 新北市政府體育局—樹林場區 （页面存档备份，存于）
- 樹林體育園區 - 新北市觀光旅遊網 （页面存档备份，存于）